# St. Hanshaugen
St. Hanshaugen je 4. městská část norského hlavního města Osla. Vyznačuje se největší počtem pracovních míst v celém městě a sídlí v něm řada veřejných institucí: vládní čtvrť Regjeringskvartalet, Osloský soudní dvůr, Nejvyšší soud Norska, a také velké nemocnice: Univerzitní nemocnice v Ullevålu a Diakonická nemocnice v Lovisenbergu. Nachází se zde také několik vysokých škol: Metropolitní univerzita Oslo, Norská veterinární škola, stomatologická fakulta Univerzity v Oslu; a sídlo rozhlasové a televizní společnosti NRK. Leží na západě vnitřního města, přičemž na západě jej ulice Pilestredet odděluje od obvodu Frogner, na severu sousedí s obvodem Nordre Aker, na východě s obvody Sagene a Grünerløkka a na jihu dosahuje až k náměstí Stortorvet v centru. Obvod je pojmenován po kopci na kterém se od 40. let 19. století pálily ohně o svatojánské noci a který se tak nazýval Hanshaugen „Janova kopa, Janův kopec“. Skládá se ze čtvrtí Lindern, Ila, Hammersborg, Bislett a Fageborg.
Většina zástavby je obytná a vznikla v meziválečné době, nejdříve ve čtvrtích Ila, Lindern, Bislett a Jessenløkka, ve 30. letech pak v okolí Gamle Aker kirke a Marienlystu. Více otevřená obytná zástavba z téže doby se pak nachází v centrální a severní části obvodu, na Fageborgu a ve čtvrti Bolteløkka. Následně vznikla rozsáhlejší zástavba až v 90. letech 20. století, například na místě staré nemocnice Rikshospitalet. Obvod vznikl v roce 2004 sloučením ze staršího obvodu St. Hanshaugen-Ullevål. Přitom však z něho byly vyjmut ve prospěch obvodu Nordre Aker univerzitní kampus Blindern a zahradní město Ullevål Hageby, a naopak získal oblast Hausmannsvartalene a na úkor obvodu Grünerløkka-Sofienberg a kopec Hammersborg na úkor centra.

## Galerie

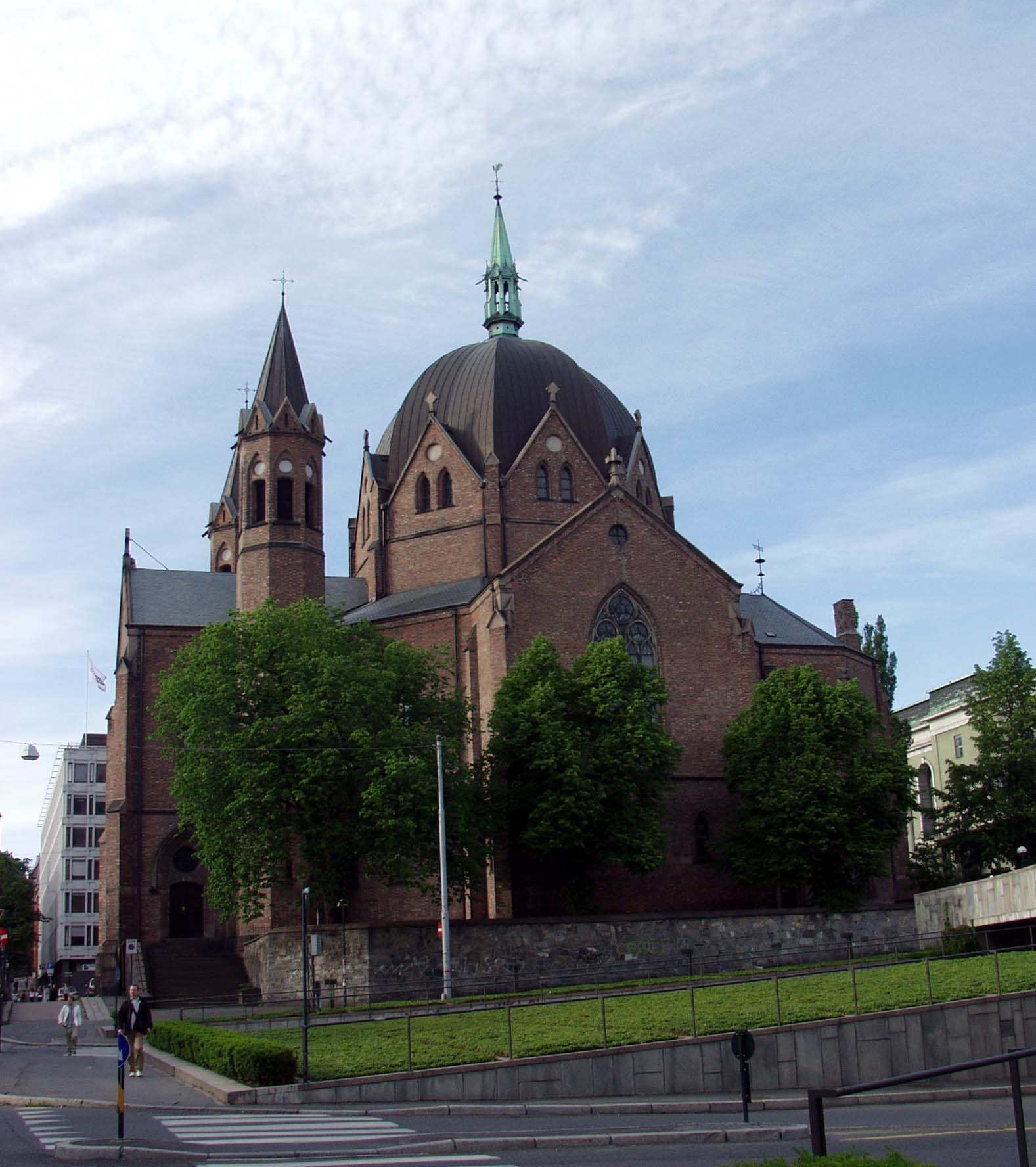
Trefoldighetskirken – Kostel svaté Trojice
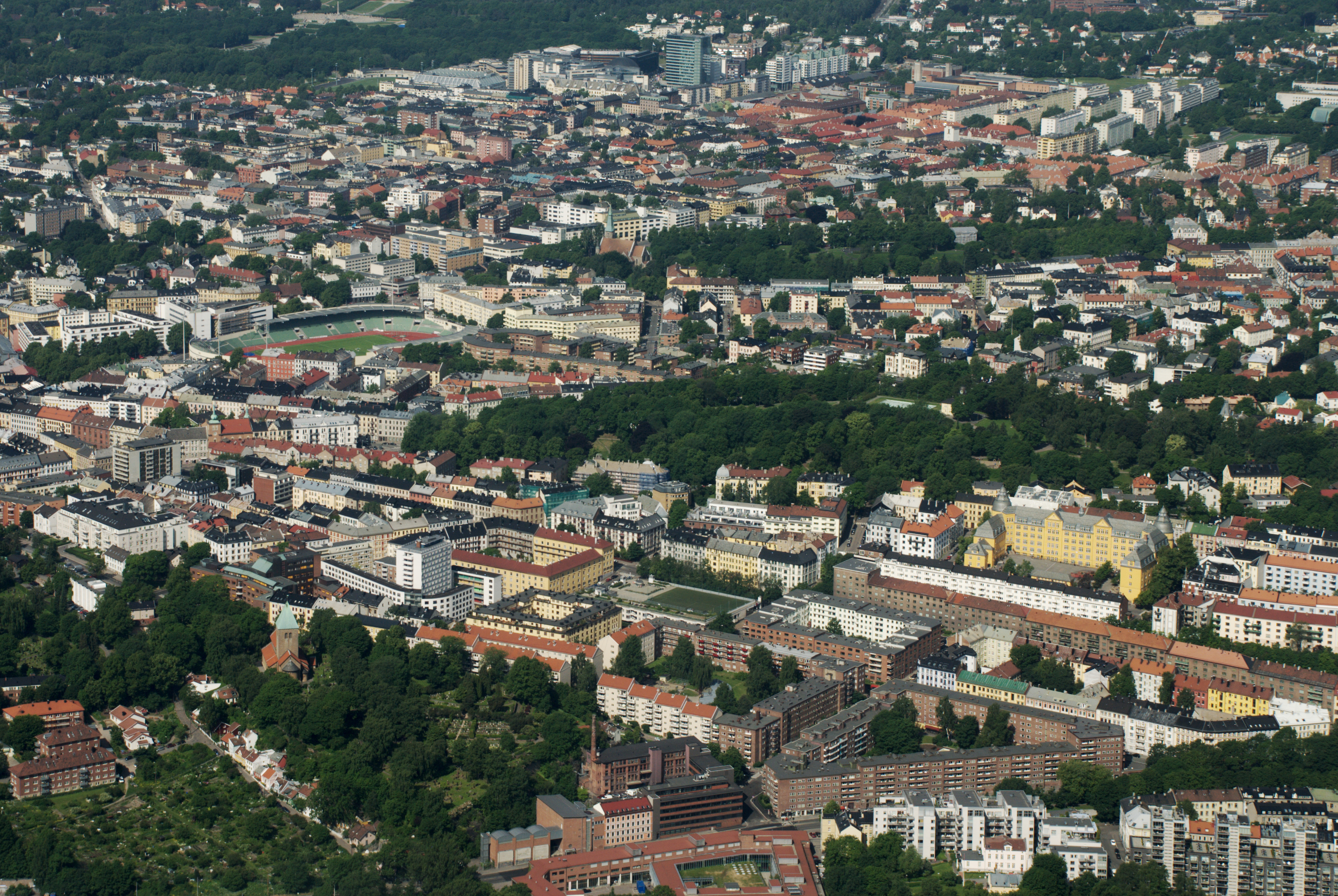
Letecký pohled na obvod
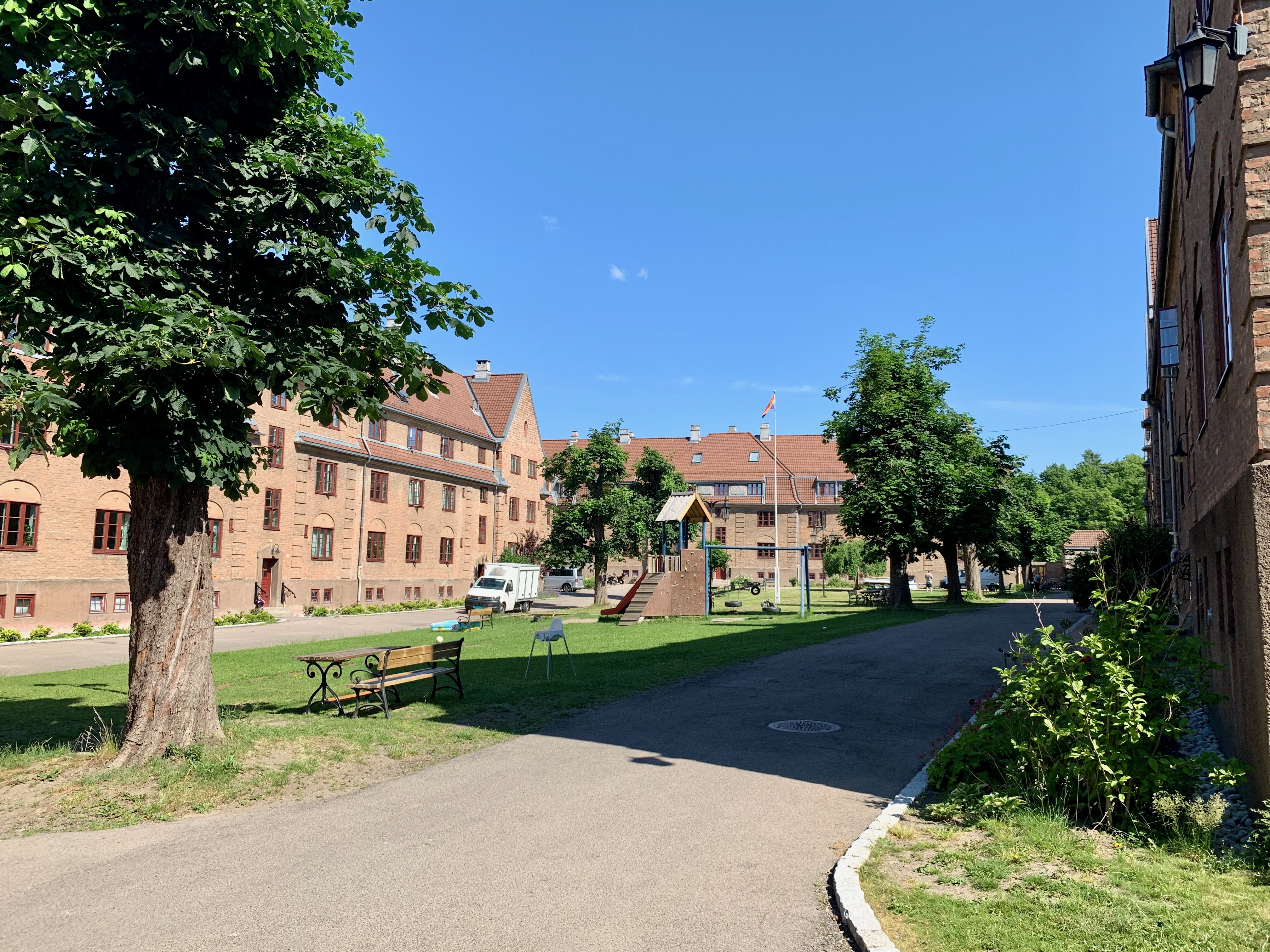
Obytné domy ve čtvrti Lindern
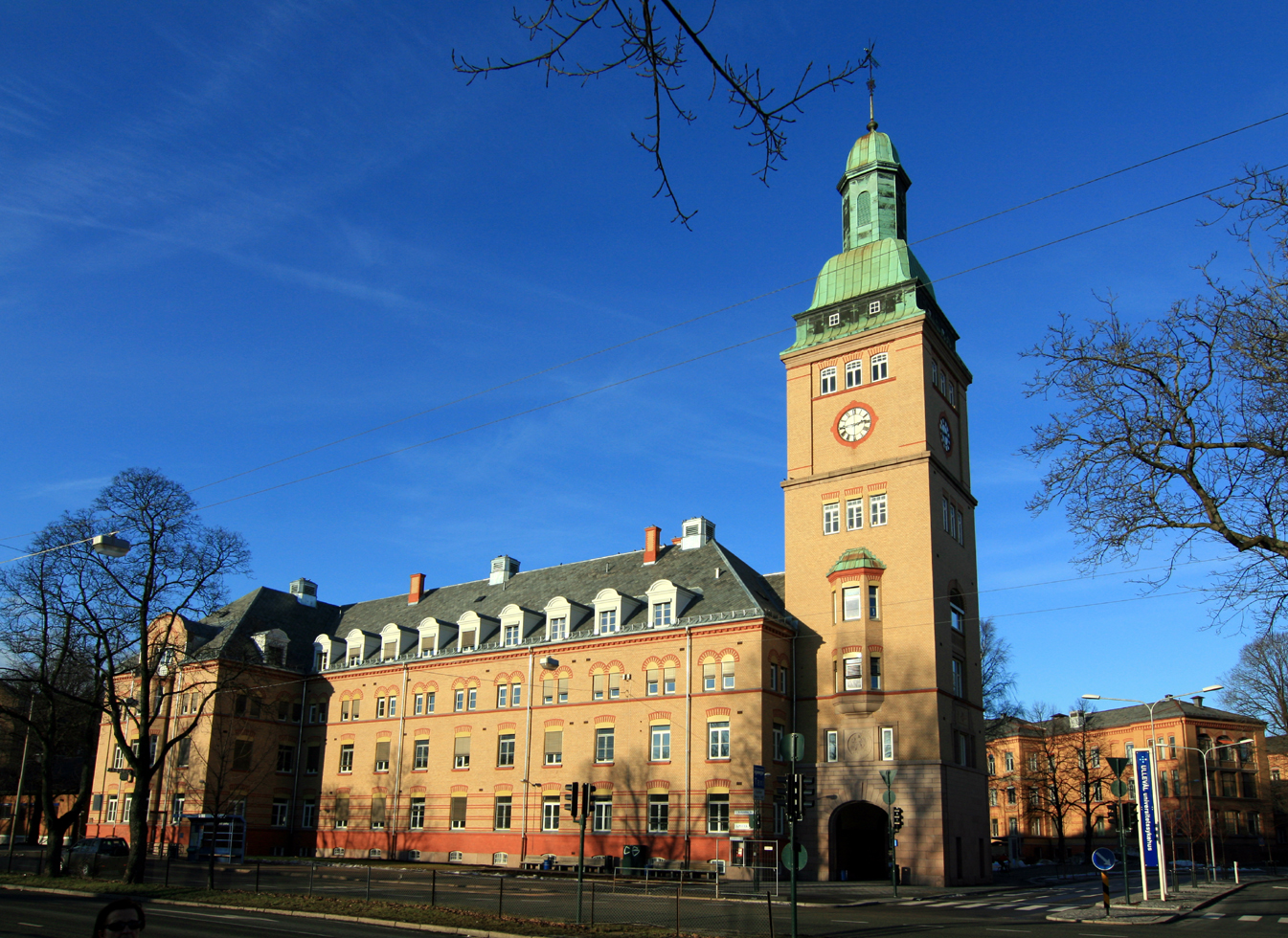
Univerzitní nemocnice v Ullevålu
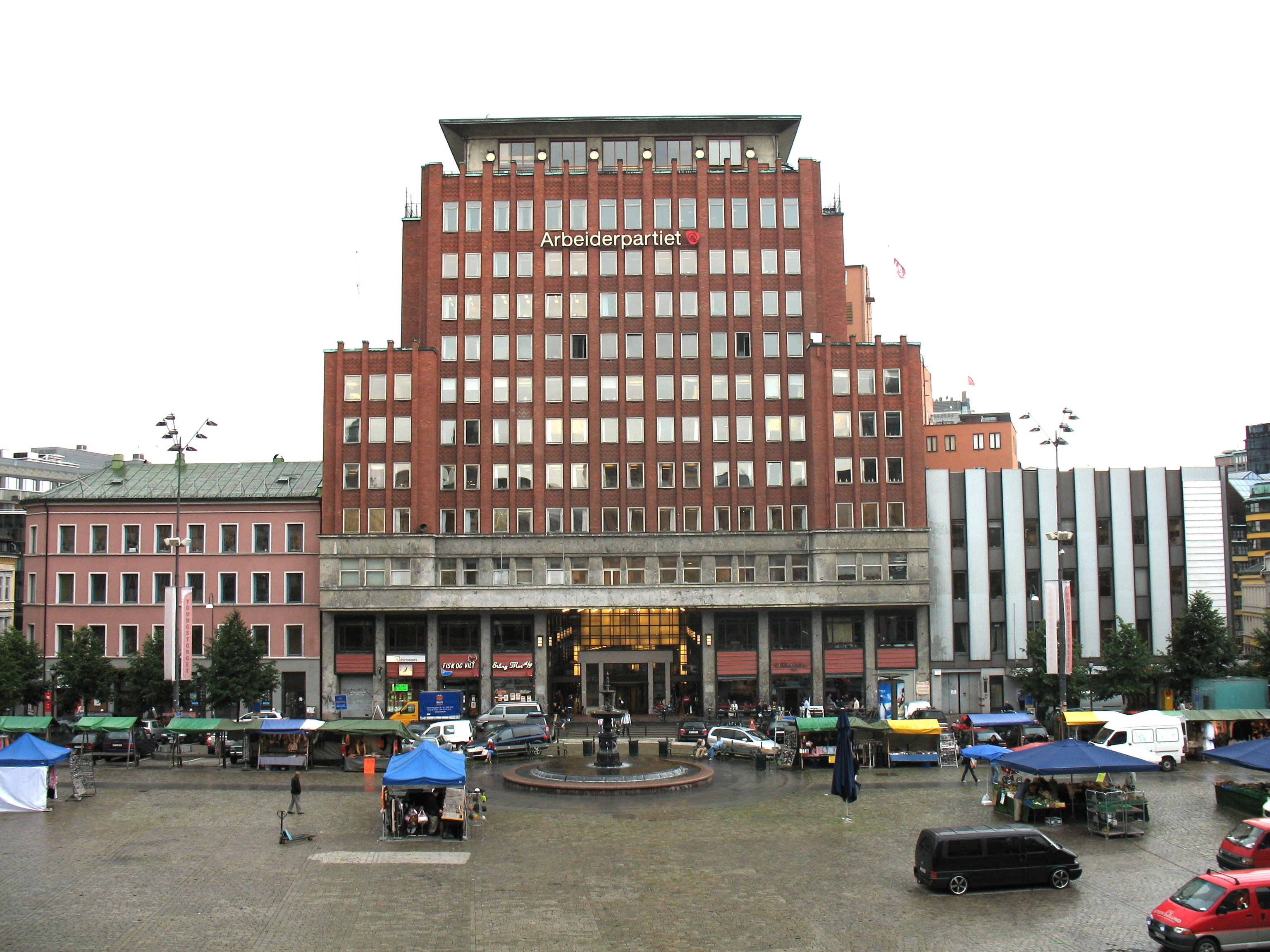
Folketeateret na náměstí Youngstorget